# Blattmetall
Als Blattmetall bezeichnet man durch Ausschlagen dünngewalzte Metalle oder Metalllegierungen, insbesondere Goldlegierungen. Blattmetalle sind bereits im Altertum verwendet worden.
Nach den gängigen Sorten kann man die Blattmetalle wie folgt einteilen:

## Echtes Blattgold

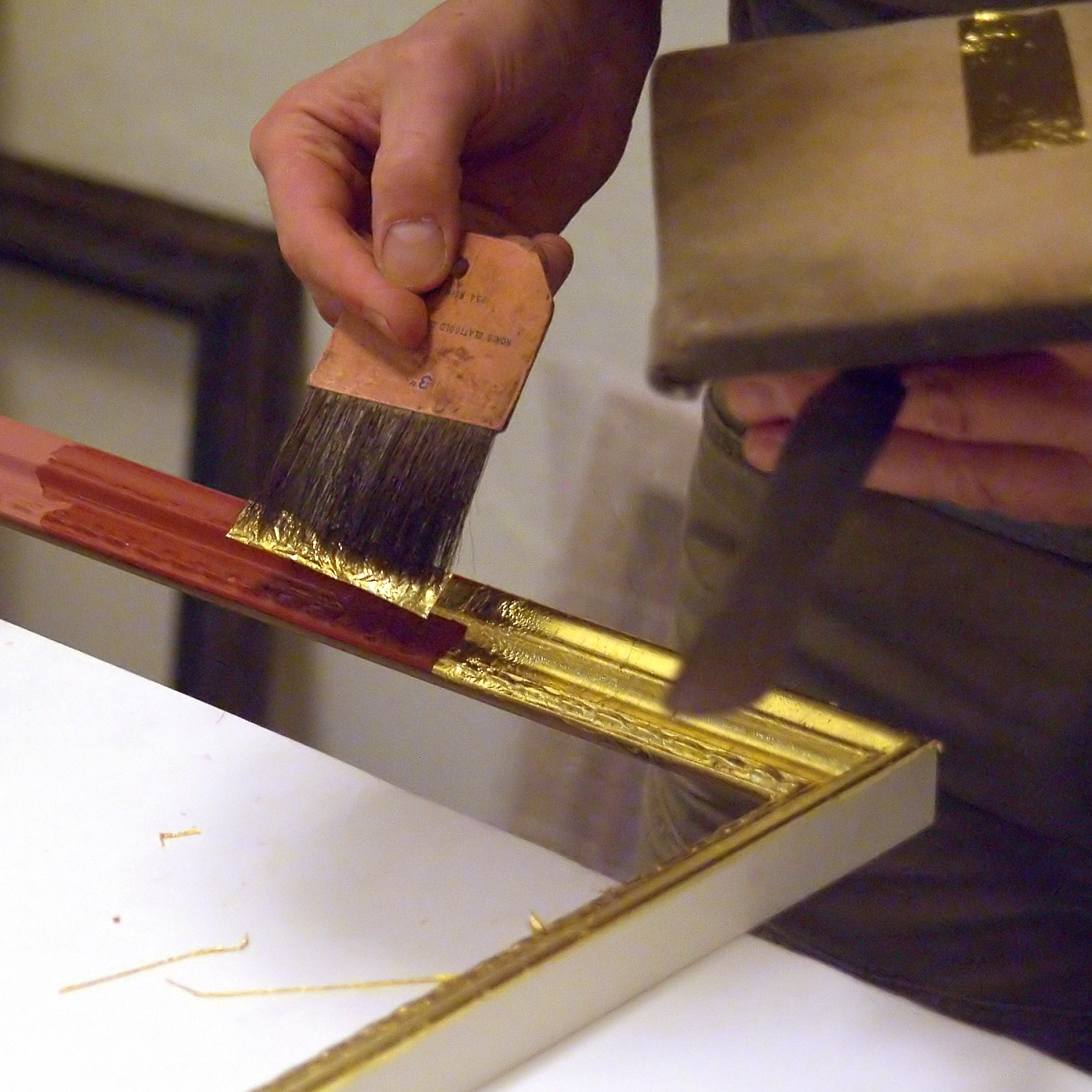
„Anschießen“ von Blattgold

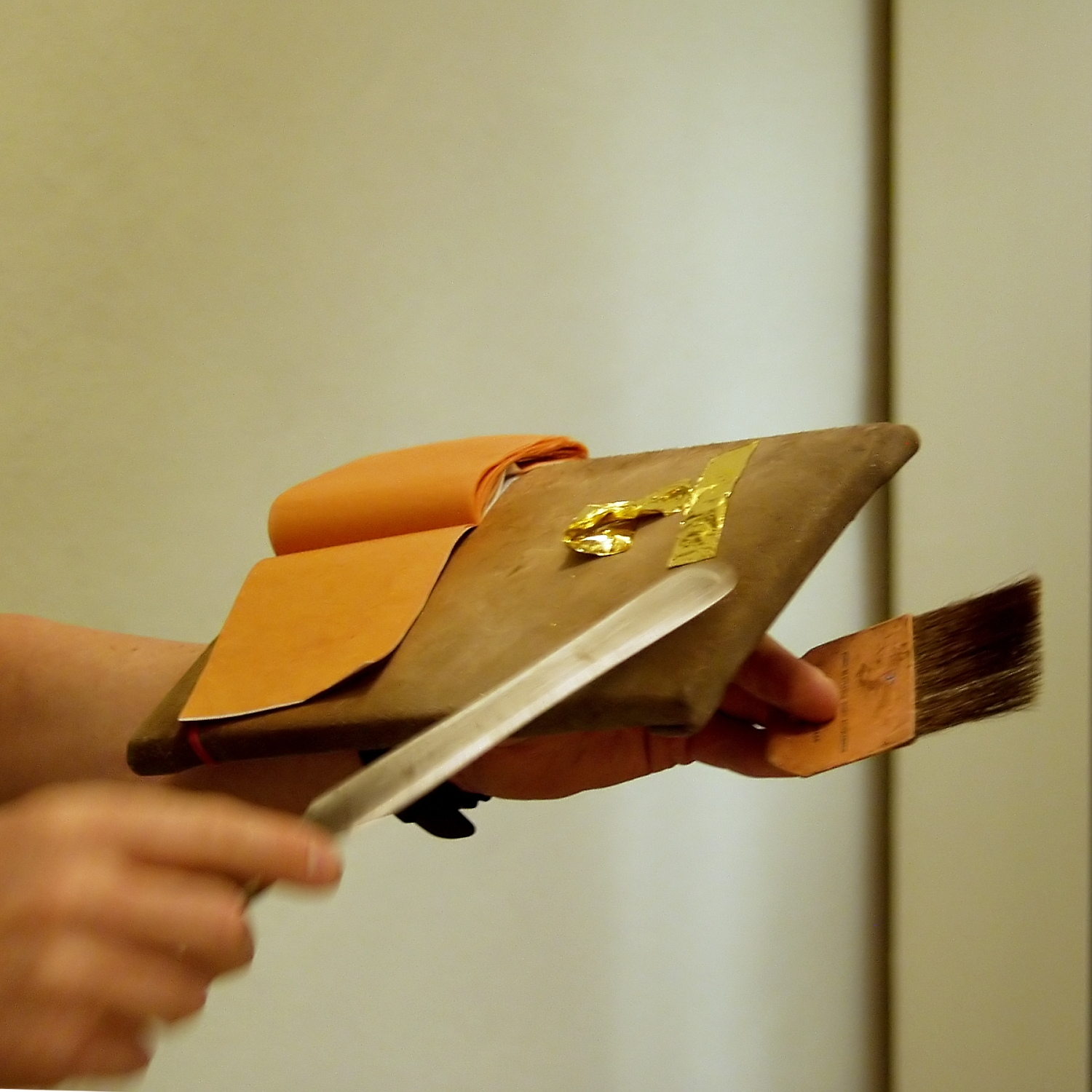
Vergolderkissen in der Anwendung

Wird zumeist nach dem Farbton benannt, in der Reihenfolge der Reinheit (Karat) sind dies:
- Ewig-Gold (reines Gold, 24 Karat)
- Rosenoble-Gold (23¾ Karat)
- Dukatengold (23 bis 23½ Karat)
- Orangengold (22 bis 22½ Karat)
- Zitronengold (18 Karat)
- Grüngold (16 Karat)

## Unechtes Blattgold
Metalllegierungen, die aufgrund ihrer Farbe echtes Gold imitieren sollen.
- Kompositionsgold: Kupfer-Zink-Legierung, welche ähnlich wie bei Echtblattgold in Büchern zu 250 Blatt gehandelt wird. Dabei sind sie jedoch zusammen mit dem Seidenpapier beschnitten, also steht kein Papierrand über.
- Schlagmetall orange
- Schlagmetall hellorange
- Schlagmetall zitron

## Sonstiges Blattmetall

### Blattsilber
Blattsilber (früher auch lateinisch Folium argenti genannt) wird in reiner Form in Büchern ähnlich echtem Blattgold gehandelt. Es ist jedoch dicker als Blattgold. Wegen seiner Empfindlichkeit gegenüber den schwefelhaltigen Spurengasen in der Atmosphäre, die es schwarz anlaufen lassen, wird es nur noch wenig verwendet. Es muss zum Schutz gegen das Anlaufen mit farblosen Lacküberzügen behandelt werden. Als Ersatz für Blattsilber wird heute üblicherweise Blattaluminium verwendet.
Folgende Blattmetalle wurden früher auch als Silberersatz benutzt:
- Beim Stanniol handelt es sich um feinstgeschlagenes Zinn. Da es unbeständiger als Blattaluminium ist, wird es als Anlegemetall nicht mehr verwendet.
- Unechtes Silber: Als Legierung von Zinn und Zink ist es nicht mehr im Handel.

### Blattaluminium
Als gewalztes Aluminium in Büchern gehandelt oder auch unregelmäßige Blätter in Schlägen.